# Tamla Kari
Tamla Cummins, más conocida como Tamla Kari, es una actriz inglesa, conocida por haber interpretado a Danielle Fisher en la serie The Job Lot y a Constance Bonacieux en la serie The Musketeers.

## Biografía
Es hija de Jacinta Nordone.
En 2008 se unió al "Drama Centre London", de donde se graduó en 2011.

## Carrera
Tamla ha aparecido en obras de teatro como Saturday Night and Sunday Morning, Solo Showing, An Experiment With an Air Pump y Tartuffe.
En el 2011 apareció en la película The Inbetweeners Movie donde dio vida a Lucy, el interés romántico de Simon Cooper (Joe Thomas).
En el 2012 se unió al elenco de la serie Cuckoo donde da vida a Rachel Thompson. Ese mismo año interpretó a la fantasma Pearl en dos episodios de la serie Being Human.
En el 2013 se unió al elenco principal de la serie The Job Lot donde interpreta a la empleada Danielle Fisher.
El 19 de enero de 2014 se unió al elenco de la nueva serie The Musketeers, donde interpretó a Madame Constance D'Artagnan, la esposa del mosquetero D'Artagnan (Luke Pasqualino), hasta el final de la serie el 1 de agosto de 2016.

## Filmografía

### Series de televisión
| Año         | Título               | Personaje            | Notas                  |
| ----------- | -------------------- | -------------------- | ---------------------- |
| 2018        | Call The Midwife     | Nadine               | ep. #7.1               |
| 2018        | Vera                 | Hayley Fenton        | ep. "Blood and Bone"   |
| 2017        | Stan Lee's Lucky Man | Rachel Spikes        | ep. "The Trojan Horse" |
| 2014 - 2016 | The Musketeers       | Constance D'Artagnan | 26 episodios           |
| 2013        | The Job Lot          | Danielle Fisher      | 6 episodios            |
| 2012        | Cuckoo               | Rachel Thompson      | 6 episodios            |
| 2012        | Silk                 | Izzy Calvin          | episodio # 2.3         |
| 2012        | Being Human          | Pearl                | 2 episodios            |

### Películas
| Año  | Título                 | Personaje | Notas |
| ---- | ---------------------- | --------- | --- |
| 2014 | The Inbetweeners 2     | Lucy      | junto a James Buckley, Blake Harrison, Joe Thomas, Simon Bird, Emily Berrington y Belinda Stewart-Wilson |
| 2011 | The Inbetweeners Movie | Lucy      | junto a James Buckley, Blake Harrison, Joe Thomas, Emily Head, Laura Haddock, Theo James y Anthony Head  |

### Teatro
| Año  | Obra                              | Personaje     | Director (a)         | Teatro                 | Notas                                       |
| ---- | --------------------------------- | ------------- | -------------------- | ---------------------- | ------------------------------------------- |
| 2016 | This Is Living                    | Alice         | Liam Borrett         | -                      | junto a Michael Socha                       |
| 2014 | Versailles                        | Mabel         | Peter Gill           | Donmar Warehouse       | junto a Helen Bradbury y Christopher Godwin |
| 2012 | Saturday Night and Sunday Morning | Doreen/Pamela | Matthew Dunster      | Royal Exchange Theatre | junto a Perry Fitzpatrick                   |
| -    | Black Battles with Dogs           | Leonie        | Kath Rogers          | -                      | -                                           |
| -    | Solo Showing                      | Jodie         | Tim Robbins          | -                      | -                                           |
| -    | An Experiment With an Air Pump    | Maria Fenwick | Jacqui Honess-Martin | -                      | -                                           |
| -    | Tartuffe                          | Elmire        | Oleg Mirochnikov     | -                      | -                                           |
| -    | Twelfth Night                     | Viola         | Paul Goodwin         | -                      | -                                           |
| -    | Don Carlos                        | Elizabeth     | Shona Morris         | -                      | -                                           |
| -    | The Kitchen                       | Daphne        | Jonathan Martin      | -                      | -                                           |
| -    | Our Town                          | Emily Webb    | Louisa Clein         | -                      | -                                           |
| -    | Philistines                       | Polya         | Oleg Mirochnikov     | -                      | -                                           |
| -    | Fathers and Sons                  | Katya         | Frankie Cosgrave     | -                      | -                                           |